# Furio Nordio
Furio Nordio – włoski bobsleista, dwukrotny medalista mistrzostw świata.

## Kariera
Pierwszy sukces w karierze Nordio osiągnął w 1960 roku, kiedy wspólnie z Eugenio Montim, Sergio Siorpaesem i Renzo Alverą zwyciężył w czwórkach podczas mistrzostw świata w Cortinie d'Ampezzo. Na rozgrywanych rok później mistrzostwach świata w Lake Placid reprezentacja Włoch w składzie: Eugenio Monti, Sergio Siorpaes, Furio Nordio i Benito Rigoni ponownie triumfowała w czwórkach. Nigdy nie wystąpił na igrzyskach olimpijskich.